# Edinho (football, 1982)
Pour les articles homonymes, voir Edinho et Lopes.
Arnaldo Edi Lopes da Silva, dit Edinho, est un footballeur international portugais né le 7 juillet 1982 à Aveiro. Il est d'origine bissau-guinéenne. Il évolue actuellement au poste d'attaquant sous le maillot du CD Cova da Piedade, en deuxième division portugaise.

## Biographie
Edinho comptabilise 6 sélections et 3 buts en équipe nationale. 
Sa première sélection a lieu le 31 mars 2009 lors d'un match amical face à l'Afrique du Sud, où il inscrit son premier but en sélection.

## Palmarès

### en club
- Vitória Setubal
  - Vainqueur de la Coupe de la Ligue portugaise en 2008

- AEK Athènes
  - Finaliste de la Coupe de Grèce en 2009